# Thiago Neves
Thiago Neves Augusto, plus connu sous le nom de Thiago Neves, est un footballeur brésilien né le 27 février 1985 à Curitiba (Paraná). Il joue actuellement à Cruzeiro.
Il est caractérisé par la précision de sa frappe, de ses passes, et par sa qualité technique.
À la fin de la saison 2007, il gagne la Bola de Ouro du meilleur joueur du championnat brésilien. 
Thiago Neves s'est illustré sur la scène internationale en inscrivant un triplé lors de la finale retour de la Copa Libertadores 2008 devenant ainsi le seul joueur de l'histoire à réaliser cet exploit sachant qu'il était déjà auteur d'un but lors du match aller.
En juillet 2009, il rejoint Al Hilal Riyad en Arabie saoudite pour 7 M€.

## Carrière
- 2005 : Paraná Clube  Brésil
- 2006 : Vegalta Sendai  Japon
- 2007 : Fluminense FC  Brésil
- 2008-2009 : Hambourg SV  Allemagne
  - fév 2009-2009 : Fluminense Football Club  Brésil  (prêt)[1],[2],[3]
- 2009-jan. 2012 : Al Hilal Riyad  Arabie saoudite
  - jan. 2011-jan. 2012 : CR Flamengo  Brésil (prêt)
- jan. 2012-2013 : Fluminense Football Club  Brésil
- 2013-2015 : Al Hilal Riyad  Arabie saoudite
- 2015-oct. 2016 : Al-Jazira Club  Émirats arabes unis
- depuis jan. 2017 : Cruzeiro  Brésil

## Palmarès

### Club
Fluminense FC
- Vainqueur de la Coupe du Brésil en 2007
- Finaliste de la Copa Libertadores en 2008
- Champion du Brésil en 2012
- Champion Carioca en 2012

 Al Hilal Riyad
- Vainqueur du Championnat d'Arabie saoudite en 2010
- Vainqueur de la Coupe Crown Prince d'Arabie saoudite en 2010
- Vainqueur de la King Cup en 2015

 Al-Jazira Club
- Vainqueur du Championnat des Émirats arabes unis en 2017

### Distinction individuelle
- « Ballon d'or brésilien » en 2007